# Santo Antônio de Goiás
| Santo Antônio de Goiás                      | Santo Antônio de Goiás                                                                |
| ------------------------------------------- | ------------------------------------------------------------------------------------- |
|                                             |                                                                                       |
| Wappen                                      | Flagge                                                                                |
| Wappen von Santo Antônio de Goiás unbekannt | Flagge von Santo Antônio de Goiás                                                     |
| Karte                                       |                                                                                       |
|                                             |                                                                                       |
| Basisdaten                                  |                                                                                       |
| Staat:                                      | Brasilien (BRA)                                                                       |
| Bundesstaat:                                | Goiás (GO)                                                                            |
| Mesoregion:                                 | Zentral-Goiás                                                                         |
| Mikroregion:                                | Goiânia                                                                               |
| Metropolregion:                             | Metropolregion Goiânia                                                                |
| Geografische Lage:                          | 16° 29′ S, 49° 19′ W                                                                  |
| Distanz zu Goiânia:                         | 38 km                                                                                 |
| Zeitzone:                                   | UTC-3 Sommer: UTC-2                                                                   |
| Höhe:                                       | 762 m ü. NN                                                                           |
| Fläche:                                     | 132,803 km²                                                                           |
| Einwohner:                                  | 7,386                                                                                 |
| Bevölkerungsdichte:                         | 54,70                                                                                 |
| lllTelefonvorwahl:                          | +5562                                                                                 |
| BIP                                         | 23,484.36 R$                                                                          |
| Postleitzahl (CEP):                         | 75375-000                                                                             |
| Adresse der Stadtverwaltung:                | Av. Modesto Vaz Machado Qd. 11, Lts. 43/46, Vila Florença Santo Antônio de Goiás - GO |
| Offizielle Website:                         | https://santoantoniodegoias.go.gov.br/                                                |
| Jahrestag:                                  | 5. Dezember                                                                           |
| Gemeindegründung:                           | 1990                                                                                  |
| Politik                                     |                                                                                       |
| Bürgermeister:                              | Lourival Vaz da Costa (PR), 2009–2012                                                 |
| Vize-Bürgermeister:                         | Celmes Francisco Machado (PR), 2009–2012                                              |

Santo Antônio de Goiás ist eine kleine brasilianische politische Gemeinde im Bundesstaat Goiás in der Mesoregion Zentral-Goiás und in der Mikroregion Goiânia. Sie liegt südwestlich der brasilianischen Hauptstadt Brasília und nördlich von Goiânia, der Hauptstadt des Bundesstaates. Die Gemeinde gehört zur Metropolregion von Goiânia.

## Geographische Lage
Die Gemeinde grenzt an
- im Norden an die Gemeinde Brazabrantes und Nova Veneza
- im Nordosten an Nerópolis
- im Südosten an Goiânia
- im Westen an Goianira

Santo Antônio de Goiás ist über die Staatsstraße GO-462 mit Goiânia verbunden.
Im Südwesten markiert der Fluss Meia Ponte die Grenze zu Goianira.

## Geschichte
Santo Antônio de Goiás entstand im Jahr 1947, da die Region als hervorragend für die landwirtschaftliche Entwicklung galt. Die Pioniere José Josias da Silva und Antônio Genoveva gründeten die erste städtische Siedlung, in der die ersten Häuser, Schulen und Gewerbebetriebe entstanden.
Die Siedlung erhielt den Namen Santo Antônio. Bevor sie zur Stadt wurde, war der Ort als Quiabo Assado (Gebratene Okra) bekannt, über dessen wahren Ursprung jedoch wenig bekannt ist.
1987 wurde der Antrag mit der Nummer 1651/87 bei der gesetzgebenden Versammlung eingereicht, um die politische Emanzipation des Bezirks Santo Antônio in den Status einer Gemeinde zu beantragen. Dieser Prozess enthielt die gesetzlich vorgeschriebenen Daten für die Genehmigung, darunter die Anzahl der Wohnsitze, Einwohner, Wähler und das Ergebnis der Volksabstimmung über die Emanzipation, die mit allgemeiner Zustimmung der Gemeinde durchgeführt wurde. Aufgrund bereits existierender Gemeinden mit dem Namen Santo Antônio im Bundesstaat Goiás musste der Name des Bezirks ersetzt oder ergänzt werden.
Trotz der Emanzipation im selben Jahr wurde diese durch eine Erklärung des Generalstaatsanwalts der Republik, Dr. Sepúlvade Silveira, im Juli desselben Jahres für unwirksam erklärt. Er behauptete das Fehlen offizieller Daten und rechtlicher Voraussetzungen für eine solche Zerstückelung der Gemeinde.
Die politischen Vertreter der Region ließen sich durch diese Enttäuschung nicht entmutigen. Bei den Wahlen von 1988, bei denen zwei Vertreter in die Legislative von Goianira gewählt wurden, versprach der gewählte Bürgermeister, ein Unterbürgermeisteramt zu schaffen, um bestimmte Entscheidungen unmittelbar mit der Bevölkerung zu treffen.
Am 1. Januar 1989 ernannte der neu vereidigte Bürgermeister, Herr Edison Soares de Assis, in Erfüllung der gegenüber der Bevölkerung dieses Dorfes eingegangenen Verpflichtungen Herrn Lourival Vaz da Costa zum Unterbürgermeister von Goianira, um seine Aufgaben gegenüber der Bevölkerung des Bezirks Santo Antônio wahrzunehmen, die durch das folgende Gesetz geregelt wurden: Gesetz Nr. 589/89. Goianira - Goiás, 12. Juli 1989, Schaffung der Unterpräfektur, Positionen und andere Maßnahmen: Art. 1 Der Leiter der kommunalen Exekutive wird hiermit ermächtigt, die Unterpräfektur im Bezirk Santo Antônio de Goiás zu gründen und die Ämter zu besetzen, nämlich: I Stelle des Unterpräfekten, I Stelle des Unterkollektors.
Zu diesem Zeitpunkt wurde Herr João Cardoso de Moura zum Unterpräfekten ernannt. Das sozio-ökonomische Wachstum der Gemeinde in dieser Zeit war bemerkenswert: Der Unterpräfekt erhielt vom Bürgermeister verschiedene Vergünstigungen, wobei die Gemeinde in den Bereichen Gesundheit, Sozialhilfe, Freizeit und vielem mehr unterstützt wurde.
In dieser Phase hörte der Kampf um die politische Emanzipation nicht auf. Das Bestreben war, dass die Bevölkerung von Santo Antônio ihre verwaltungstechnische Unabhängigkeit erlangte und die daraus resultierenden Ressourcen in das investieren konnte, was die Bevölkerung als vorrangig ansah.
Die Emanzipationsbestrebungen sensibilisierten sogar die politischen Führer des Staates, sich in diesem Kampf zu engagieren. Unter den damaligen Staatsvertretern ist der Staatsvertreter Rubens Cosac hervorzuheben.
Es wurden mehrere Forderungen gestellt, um den Emanzipationsantrag zu erfüllen. Herr Nazareth, ein Mitarbeiter der SUCAN, spielte in diesem Prozess eine wichtige Rolle, da er viele Informationen über die Anzahl der Gebäude in dem zu emanzipierenden Gebiet lieferte. Im Besitz aller erforderlichen Dokumente reisten die politischen Vertreter von Santo Antônio und Goianira nach Rio de Janeiro und Brasília, um Möglichkeiten zur Formalisierung der Emanzipation zu suchen. Im Besitz aller erforderlichen Unterlagen reichte der Staatsvertreter Rubens Cosac bei der Versammlung von Goiás einen weiteren Antrag auf Abtrennung des Bezirks Santo Antonio ein. Dieser Antrag stützte sich auf dasselbe Verfahren, das 1987 abgelehnt worden war, und enthielt zusätzlich die gesetzlich vorgeschriebenen Unterlagen.
Am 5. Dezember 1990 erließ der Gouverneur des Bundesstaates, Henrique Santilo, das Gesetz Nr. 11.360, mit dem der Bezirk Santo Antônio in eine Gemeinde umgewandelt und in Santo Antônio de Goiás umbenannt wurde.